# World Politics
World Politics (укр. Світова політика) — щоквартальний рецензований науковий журнал, що висвітлює проблеми політології та міжнародних відносин. Видається видавництвом «Cambridge University Press» під егідою «Princeton Institute for International and Regional Studies». Головний редактор — професор Дебора Дж. Яшар (Принстонський університет).
Заснований у 1948 році. До 2003 року видавався «Center of International Studies» (Принстон), а до 1951 року — «Yale Institute of International Studies».
Є провідним науковим виданням у галузі міжнародних відносин та аналітичної політології. Згідно даних «Journal Citation Reports», станом на 2017 рік журнал мав рейтинг 3.025 і посідав 6-е місце з 86 журналів у категорії «Міжнародні відносини» та 11-е з 165 у рейтингу в категорії «Політологія».